# 総力報道!THE NEWS MRO
『総力報道!THE NEWS MRO』（そうりょくほうどう!ザ・ニュース エムアールオー）は、2009年3月30日から2010年3月26日まで北陸放送（MROテレビ）で平日夕方に放送されていたローカルニュース番組（『総力報道!THE NEWS』の石川県ローカルパート）。同局の平日夕方のローカルワイドニュースとしては『MROテレポート6』、『MRO NEWS ON 6』、『MROイブニングニュース』、『MROニュースランナー』に続く5代目のタイトルとなる。
後継番組は『情報ロック レオスタ』。

## 出演者

### メインキャスター
- 辰巳平一（当時MROアナウンサー）
- 前原智子（同上）

### 天気予報担当
- 重原佐千子

## 放送時間
以下日本標準時。
- 月曜 - 金曜 18:05 - 18:45（2009年3月30日 - 2009年9月25日）
- 月曜 - 金曜 17:50 - 18:40（2009年9月28日 - 2010年3月26日） - 最初の10分間では『イブニングワイド・第2部』冒頭10分間の全国ニュース（JNN協定外）を放送していたため、石川県のローカルパートは実質18:00からのスタート。

## タイムテーブル
- 17:50 全国ニュース（JNN協定外）
- 18:00 ヘッドライン・オープニング・ニュース
- 18:20 日替わり企画（※印は前番組『MROニュースランナー』からの継続企画）
  - 月曜：マンデー! THE SPORTS※
  - 火曜：熱中人いしかわ※
  - 水曜：水曜特集※
  - 木曜：カメラマンレポート REC※
  - 金曜：週刊 THE NEWS（※）・ウィークエンド
- 18:25 ニュース（JNNレポートの場合あり）
- 18:28 ヤン坊マー坊天気予報
- 18:36 スポーツ
- 18:38 ニュースピックアップ・明日の動き
- 18:40 終了（ステーションブレイク無しで『総力報道!THE NEWS』へ）

| 北陸放送（MROテレビ） 平日夕方のMROニュース  | 北陸放送（MROテレビ） 平日夕方のMROニュース     | 北陸放送（MROテレビ） 平日夕方のMROニュース |
| 前番組                                       | 番組名                                          | 次番組                                      |
| -------------------------------------------- | ----------------------------------------------- | ------------------------------------------- |
| MROニュースランナー （2008.1.4 - 2009.3.27） | 総力報道!THE NEWS MRO （2009.3.30 - 2010.3.26） | 情報ロック レオスタ （2010.3.29 - ）        |

| スタブアイコン | サブスタブ | この項目は、まだ閲覧者の調べものの参照としては役立たない、テレビ番組に関連した書きかけの項目です。この項目を加筆・訂正などしてくださる協力者を求めています（P:テレビ/PJ:放送または配信の番組）。 |